# Topfhut

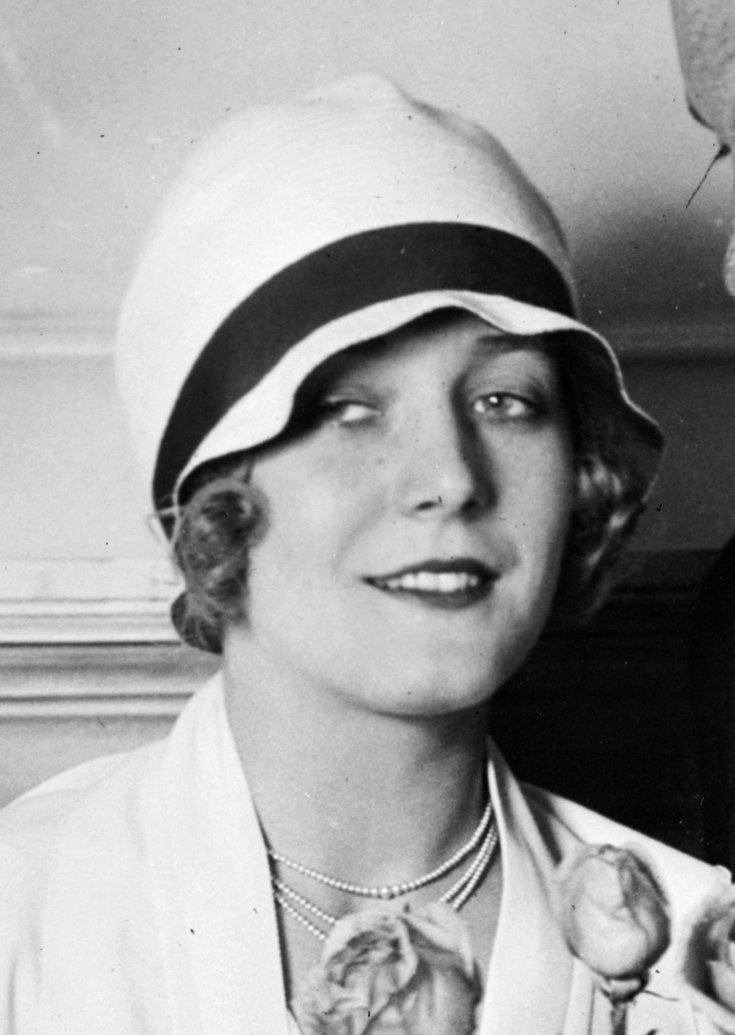
Die Schauspielerin Vilma Bánky mit Topfhut, 1927

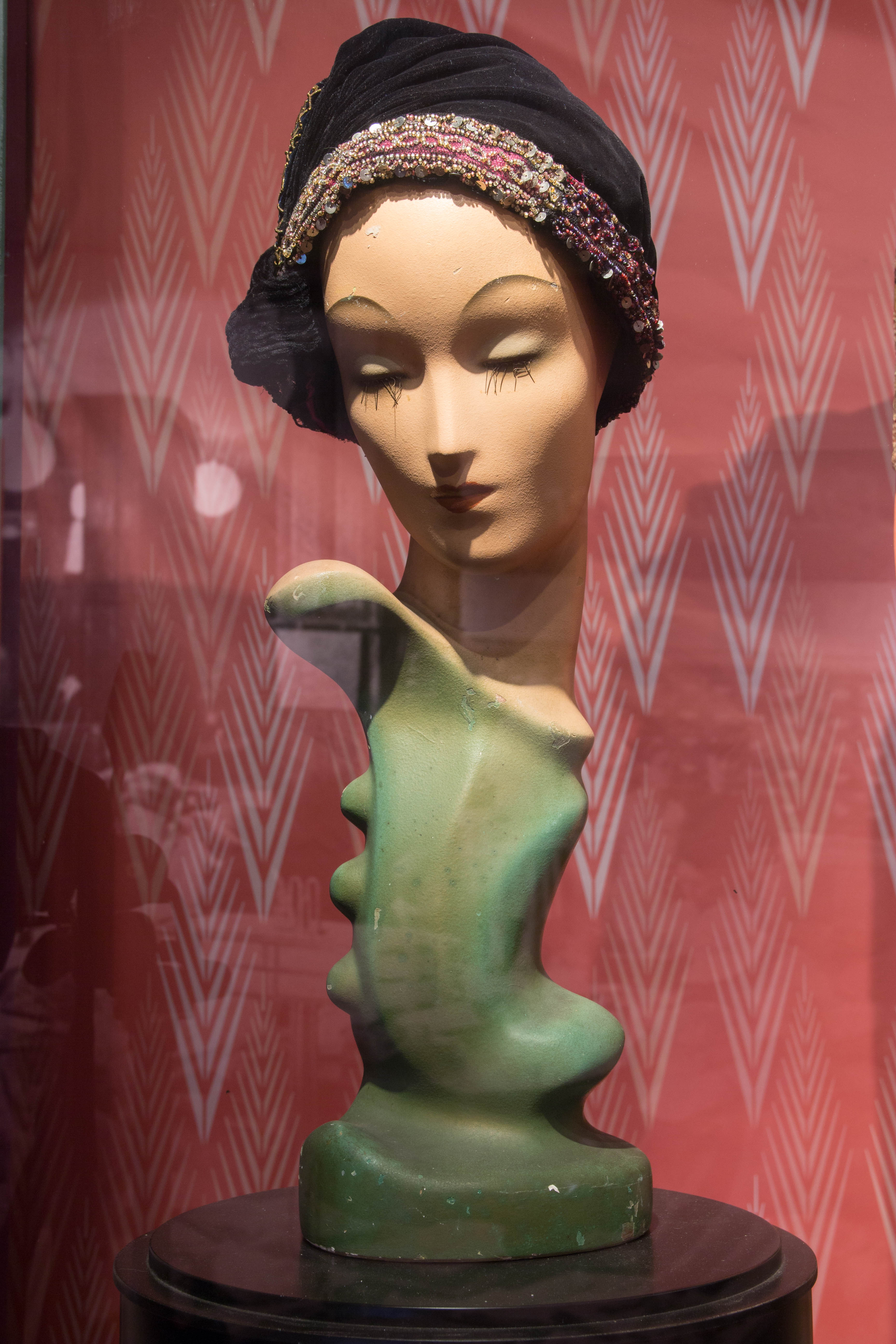
Schwarzer Topfhut auf einem Schaufensterkopf aus Gips, um 1920

Der enge, 1912 kreierte Topfhut ist ein einfacher topfartig geformter Damenhut der im Gegensatz zum Glockenhut keine – oder nur eine angedeutete – Krempe hat. Er gehörte in der Zeit nach dem Ersten Weltkrieg neben Kleidungsstil, Jugendlichkeit, Sportlichkeit oder Motorisierung zu den mit der „Neuen Frau“ verbundenen Attributen.
Die Hutmode diente ab den 1920er-Jahren vornehmlich praktischen Zwecken. Ausladende, aufwendig dekorierte Hüte entsprachen nicht mehr dem Lebensstil der modernen Frau. Der einfache Topfhut konnte mit Schmuckbändern individuell verziert sein.